# Maslinovo, Haskovo
Maslinovo (în bulgară Маслиново) este un sat în comuna Haskovo, regiunea Haskovo,  Bulgaria. 

## Demografie
Componența etnică a satului Maslinovo
     Bulgari (22,02%)
     Turci (43,06%)
     Romi (34,15%)
     Nicio identificare (0,74%)
La recensământul din 2011, populația satului Maslinovo era de 404 locuitori. Nu există o etnie majoritară, locuitorii fiind turci (43,06%), romi (34,15%) și bulgari (22,02%). Pentru 0,74% din locuitori nu este cunoscută apartenența etnică.